# ギンカ・ザゴルチェワ
ギンカ・ザゴルチェワ（ブルガリア語: Гинка Серафимова Загорчева、1958年4月12日‐）は、ブルガリアのプロヴディフ出身の元陸上競技選手である。100メートルハードルの元世界記録保持者（12秒25）で、1987年に行われた世界陸上で優勝している。ザゴルチェワが保持していた世界記録は、翌1988年にヨルダンカ・ドンコワ（ブルガリア）に破られたものの、このタイムは現在でも世界歴代4位である。

## 記録
| 種目  | 記録   | 風速     | 場所               | 日付         |
| ----- | ------ | -------- | ------------------ | ------------ |
| 100mH | 12秒25 | +1.4 m/s | ドラマ（ギリシャ） | 1987年8月8日 |

## 主な成績
| 年   | 大会                             | 場所                               | 種目    | 結果 | 記録   |
| ---- | -------------------------------- | ---------------------------------- | ------- | ---- | ------ |
| 1983 | 世界陸上競技選手権大会           | ヘルシンキ(フィンランド)           | 100mH   | 3位  | 12秒62 |
| 1985 | ヨーロッパ室内陸上競技選手権大会 | アテネ(ギリシャ)                   | 60mH    | 2位  | 8秒02  |
| 1986 | ヨーロッパ陸上競技選手権大会     | シュトゥットガルト(西ドイツ)       | 100mH   | 3位  | 12秒70 |
| 1986 | ヨーロッパ陸上競技選手権大会     | シュトゥットガルト(西ドイツ)       | 4×100mR | 2位  | 42秒68 |
| 1987 | ヨーロッパ室内陸上競技選手権大会 | リエヴァン(フランス)               | 60mH    | 3位  | 7秒92  |
| 1987 | 世界室内陸上競技選手権大会       | インディアナポリス(アメリカ合衆国) | 60mH    | 3位  | 7秒99  |
| 1987 | 世界陸上競技選手権大会           | ローマ(イタリア)                   | 100mH   | 1位  | 12秒34 |